# Corte Suprema de Justicia de El Salvador

Sello de la Corte Suprema de Justicia hasta 2021.

La Corte Suprema de Justicia de El Salvador es el máximo instituto rector de la administración de justicia en El Salvador, dependiente del órgano judicial. La sede de la Corte Suprema de Justicia está situada en el distrito de San Salvador, municipio San Salvador Centro y departamento San Salvador. Su actual presidente es el magistrado Henry Alexander Mejía desde el 24 de septiembre del 2024

## Composición
La Corte Suprema de Justicia es el organismo rector del Órgano Judicial de El Salvador. Está compuesta por quince magistrados propietarios e igual número de suplentes. Los magistrados de la Corte Suprema de Justicia son electos por la Asamblea Legislativa para un período de nueve años, renovándose por tercios cada tres años. Para la elección es necesario el voto favorable de por lo menos los dos terceras partes de los diputados electos.
Conforme a la Constitución vigente, uno de los magistrados debe ser designado por la Asamblea Legislativa, como presidente de la Corte Suprema de Justicia. Este cargo implica la presidencia del Órgano Judicial y de la Sala de lo Constitucional.
Los requisitos establecidos por la Constitución, en su Art. 176, para ser magistrado de la Corte Suprema de Justicia son:
- Ser salvadoreño por nacimiento.
- Pertenecer al estado seglar.
- Ser mayor de cuarenta años.
- Ser Abogado de la República.
- Poseer moralidad y competencia notorias.
- Haber desempeñado una Magistratura de Segunda Instancia durante seis años o una Judicatura de Primera Instancia durante nueve años, o haber obtenido la autorización para ejercer la profesión de abogado por lo menos diez años antes de su elección.
- Estar en el goce de los derechos de ciudadano y haberlo estado en los seis años anteriores al desempeño de su cargo.

## Organización y funciones
La Corte Suprema de Justicia está organizada en cuatro salas:
- Sala de lo Constitucional, integrada por cinco magistrados, que conforme al artículo 174 de la Constitución, es el único tribunal competente para conocer los demandas de inconstitucionalidad de las leyes, decretos y reglamentos, los procesos de amparo y habeas corpus, y las controversias entre los Órganos Legislativo y Ejecutivo a que se refiere el Art. 138 y las causas mencionadas en la atribución 7.ª del Art. 182 de la Constitución de la República de El Salvador de 1983 (Constitución vigente). Además, esta es la única Sala de la Corte Suprema de Justicia creada por la Constitución;[6] ya que respecto a las demás, menciona que "La organización y funcionamiento del Órgano Judicial serán determinados por la ley";[7]
- Sala de lo Contencioso Administrativo, integrada por cuatro magistrados, la única competente para dirimir controversias entre entes de las administración pública y los particulares; pero solo al resolver los recursos de apelación contra las sentencias y autos definitivos que pongan fin al proceso, pronunciados en primera instancia por las Cámaras de lo Contencioso Administrativo;
- Sala de lo Civil, integrada por tres magistrados, generalmente conoce del Recurso de Casación en materias civil, mercantil, laboral y de familia, y también del proceso de exequatur o pareatis; y
- Sala de lo Penal, sus funciones son: integrada por tres magistrados, esta principalmente conoce del Recurso de Casación contra las sentencias de las Cámaras de Segunda Instancia.

En lo conocido como la jerarquía jurídica o jurisdicción de grado, encontramos las siguientes estructura:
- Corte en Pleno, que la integran los quince magistrados. Aunque en la práctica, es la Sala de lo Constitucional la que posee mayor poder jurídico, pudiendo anular inclusive resoluciones de la Corte en Pleno.
- Salas, que existen cuatro con diversos números de magistrados.
- Cámaras de Segunda Instancia, que se conforman por dos magistrados.
- Juzgados de Primera Instancia, que pueden ser tanto unipersonales como pluripersonales, excepto los Juzgados de Sentencia, siempre formados por tres jueces.
- Juzgados de Paz, son siempre unipersonales.

La Ley de la Carrera Judicial (Art. 13) hace referencia a una muy peculiar clasificación (en cuanto a salarios) de los funcionarios judiciales, de la siguiente manera:
- CLASE "A": Magistrados de Cámara de Segunda Instancia:
  - Categoría I: Magistrados de Cámara con sede en el área Metropolitana Judicial.
  - Categoría I I: Magistrados de Cámara con sede en las demás ciudades del territorio nacional.

- CLASE "B": Jueces de Primera Instancia:
  - Categoría I: Jueces del Área Metropolitana Judicial.
  - Categoría II: Jueces de Distritos Judiciales correspondientes a las demás cabeceras departamentales.
  - Categoría III: Jueces de los demás Distritos Judiciales.

- CLASE "C": Jueces de Paz:
  - Categoría I: Jueces de Paz del Área Metropolitana Judicial.
  - Categoría II: Jueces de Paz de las restantes cabeceras departamentales.
  - Categoría III: Jueces de Paz en las demás ciudades del país.
  - Categoría IV: Jueces de Paz en las otras poblaciones.

## Miembros actuales
En la actualidad, la Corte Suprema de Justicia está conformada por los siguientes magistrados propietarios:
| Título     | Rango         | Magistrado/a                         | Sala                       | Año de elección |
| ---------- | ------------- | ------------------------------------ | -------------------------- | --------------- |
| Magistrado | Presidente    | Henry Alexander Mejía ¹              | Constitucional             | 2024            |
| Magistrada | Primer vocal  | Elsy Dueñas Lovo                     | Constitucional             | 2021            |
| Magistrado | Segundo vocal | Vacante                              | Constitucional             |                 |
| Magistrado | Tercer vocal  | Luis Javier Suárez Magaña            | Constitucional             | 2021            |
| Magistrado | Cuarto vocal  | Héctor Nahúm Martínez                | Constitucional             | 2021            |
| Magistrado | Presidente    | Óscar Alberto López Jerez            | Civil                      | 2024            |
| Magistrado | Primer vocal  | Alex David Marroquín Martínez        | Civil                      | 2021            |
| Magistrada | Segundo vocal | Lidia Patricia Castillo Amaya        | Civil                      | 2024            |
| Magistrado | Presidente    | Alejandro Antonio Quinteros Espinoza | Penal                      | 2023            |
| Magistrada | Primer vocal  | Sandra Luz Chicas                    | Penal                      | 2021            |
| Magistrado | Segundo vocal | Roberto Carlos Calderón Escobar      | Penal                      | 2018            |
| Magistrado | Presidente    | José Ernesto Clímaco Valiente²       | Contencioso Administrativo | 2021            |
| Magistrado | Primer vocal  | Vicente Alexander Rivas Romero       | Contencioso Administrativo | 2024            |
| Magistrada | Segundo vocal | José Fernando Marroquín Galo         | Contencioso Administrativo | 2024            |
| Magistrado | Tercer vocal  | Miguel Elías Martínez Cortez         | Contencioso Administrativo | 2024            |